# 日本人墓地
日本人墓地（にほんじんぼち）とは、さまざまな理由により、日本以外の国や地域で亡くなった日本人や元日本人を葬る多くの墓がある場所、埋葬地、または墓地である。

## 因縁
戦争、移住、帰化、からゆきさんと呼ばれた人達、捕虜、また職業上の理由でなど渡航し、そこに居住したり、滞在中に亡くなった人々の墓地。また旅行中の不慮の事故で死亡した者が、日本人墓地に葬られることもある。
古くは14世紀中頃から18世紀頃まで、アユタヤにあった山田長政などを始めとするアユタヤ日本人町の住人達の墓地がある。
1917年、日英同盟による地中海での戦死やロシア沿海地方にはシベリア抑留日本人戦没者数万人の墓地や埋葬地が各所にある。
南方諸島のさらに南のフィリピン諸島、ニューギニア、太平洋諸島などは太平洋戦争の激戦地であったが、そこには墓や墓地ともなっておらず葬られていない遺体が現在も百万以上あるともされている。これら過去に戦地となった地域には、たびたび日本から遺族や戦友が戦死者遺体収容団や遺骨収拾団として行っているが時の経過とともに収拾は困難となっている。厚生労働省において海外の戦没者遺骨収容は1952年度(昭和27年度)から南方地域において始まり、1991年度(平成3年度)からは旧ソ連地域における抑留中死亡者、2024年度(平成6年度)からはモンゴルにおける抑留中死亡者の遺骨の収容が行われている。
厚生労働省は太平洋戦争の戦没者の遺骨のDNA鑑定を2003年度から継続して行っている。2024年度までの20年間では6088件を鑑定し、20％に当たる1247件の身元を特定した。遺族からDNAの提供を受けるなどし、DNA鑑定を実施して遺骨と血縁関係が確認され身元の特定に至ることができ、遺骨は故郷の戻ることができる。
ここでは日本以外の地域にある戦没者やそのほかの人々の慰霊塔、慰霊碑や「戦没者の碑」、無き人の記念の塔や碑、また無名戦士の墓や無縁仏なども併せて記す。

## 墓地の所在地とその呼称
墓地の所在地とその呼称は五十音の順とし六大州別の一覧

## アジア州

### アフガニスタン
- 中村哲 ｢ドクターサーブナカムラ記念塔｣ -  ジャラーラーバード近郊、ガンベリ(英:Gamberi)公園 (2020年1日建立)[8]

### ウズベキスタン
日本人墓地は計13か所ほどある

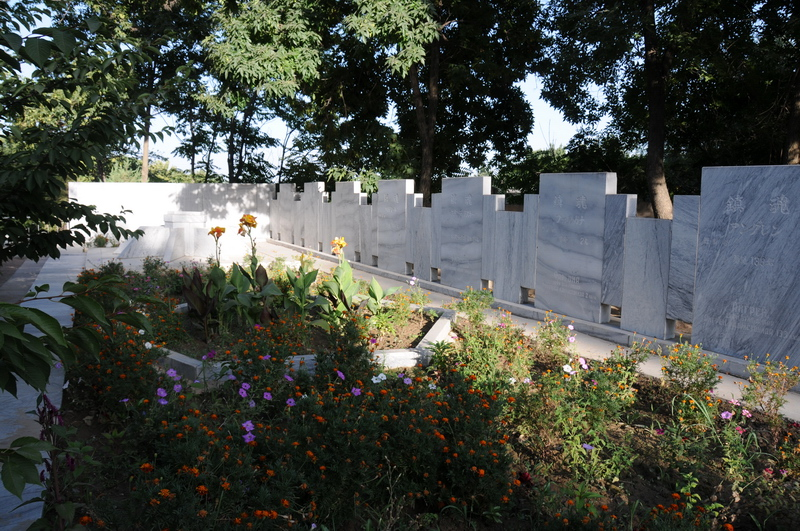
タシュケント市のヤッカサライ地区にある日本人墓地

- タシュケント市 - ヤッカサライ市民墓地内（タシケント抑留日本人墓地）[9][10]
- アングレン市 - 日本人墓地
- ベカバード市 - 日本人墓地
- ブハラ州カガン - 日本人墓地

### カザフスタン
- カラガンダ - フョードロフスカヤ墓地
- カラガンダ州スパスク - 平和鎮魂日本人埋葬碑 – シベリア抑留者の碑

### カンボジア
- 一ノ瀬泰造の墓 - シェムリアップ州
- 高田晴行の慰霊碑 - 国際連合カンボジア暫定統治機構の活動中に殉職した岡山県警察の警察官、プノンペン市郊外のタン・コサーン寺院*
- 中田厚仁の名前の頭文字「A」のモニュメントと現地村人の希望により「Atsuhito」の名を冠した「アツ小学校･中学校」創設[11] - コンポントム市

### シンガポール
- 日本人墓地公園（英語：The Japanese Cemetery Park） - Chuan Hoe Rd, Phillips Av.

### スリランカ
- コロンボ、カナッテ市営墓地内(英:Kanatte Cemetery)日本人墓地 - 第二次大戦戦没者鎮魂碑と大日本帝国陸軍戦死者慰霊碑[12][13]

### インド
- ムンバイ日本人墓地 - 遺骨・遺品の多くは日本に引き取られ2008年現在約30柱[注釈 1]
- 慰霊塔 - インパール近郊ロトパチン村[14]

### インドネシア
- カリバタ英雄墓地
- マルガ英雄墓地

### タイ王国
- カーンチャナブリー泰緬鉄道建設従事日本軍慰霊塔 - 日本人以外の労務者も含む（昭和19年日本軍鉄道隊建立）
- プーケット、カマラービーチ - 日本人を含む「タイ津波犠牲者慰霊碑」(2005年12月26日プーケット日本人会建立) [15]

### 大韓民国
- 釜山広域市金井区・日本人塚移安之碑[17]
- 巨文島 - 日本人の墓があったがサンフランシスコ講和条約後に撤去された

### タジキスタン
- ドゥシャンベの国際連合開発計画タジキスタン事務所内 - 秋野豊ほかの慰霊碑[18][19]

### 台湾
- 台北市・三板橋墓地-戦後、中国人のバラック街と化していた旧日本人専用墓地（三板橋墓地）が1997年に発掘・撤去[20]され、第七代台湾総督明石元二郎の墓は、台北県三芝郷（現新北市三芝区）の福音山基督教墓地に、他の遺骨は、台中市の宝覚寺内にある日本人遺骨安置所に移された。跡地は林森公園として整備され、明石総督旧墓址の鳥居や石碑が設置されている。
- 台北市・六氏先生之墓
- 台北市・中和禅寺日本人遺骨安置所
- 台中市・宝覚寺日本人遺骨安置所
- 台南市・八田與一夫妻之墓
- 高雄市・覆鼎金日本人墓地
- 花蓮県・豊田移民村日本人墓地
- 花蓮県・コノホン社共同墓地
- 屏東県・廣修禅寺納骨堂-屏東市にあった真宗大谷派東本願寺と曹洞宗護国院の日本人遺骨が安置されている。
- 屏東県恒春・潮音寺。輸送船撃沈後、12日間漂流し生還した旧日本人兵士中嶋秀次（-2013）が私財で1981年建立。米軍の攻撃によりバシー海峡では駆逐艦呉竹や輸送船玉津丸などが撃沈、補給路の「輸送船の墓場」といわれ、戦没者は10万人以上とされる。2015年8月2日遺族や日台関係者約160人が慰霊式を行う[21]。

### 中華人民共和国
- 香港、香港墳場(英語版:Hong Kong Cemetery)内の日本人墓地区域の萬霊塔および多数の墓[22]

- 黒竜江省、方正県、ハルビン市、方正地区日本人公墓 - 中日友好園林[注釈 2][注釈 3]、麻山日本人公墓[23]

- 雲南省、拉孟・騰越の戦いや中文版:松山戦の日本人兵士の遺骨の埋葬箇所、地元古老が｢日本人の墓の峠｣とよぶ所など[24][25]

### 朝鮮民主主義人民共和国
第二次世界大戦前後に朝鮮民主主義人民共和国で亡くなった人達の墓地・埋葬地
- 平壌郊外・龍山墓地[26]
- 墓地・埋葬地 - 咸興市
- そのほか71か所ともいわれる[27]

### ネパール
- ムスタン郡ガミ村 –  近藤亨、分骨の墓

### バングラデシュ
- チッタゴン管区コミラ県（英: Comilla District）内の墓地他 - 2014年(平成26年度)以降行った現地調査で数多くの故人ごとの墓地のうち43人の旧日本兵の墓地が判明し、2024年7月バングラデシュ政府から遺骨収集の許可が出され、まずコミラ県内の墓地の24人の遺骨収集が当年11月に実施される予定[28]。

### フィリピン共和国
太平洋戦争激戦地の一つとして数多くの慰霊碑などがある
- ルソン島 - 約270の慰霊碑などが各地に点在する。ラグナ州カリラヤ - 「比島戦没者の碑」 フィリピンで戦没した約50万人の日本人を追悼（日本政府1973年3月建立)[30]
- ヴィサヤ諸島 - 約110の慰霊碑などが各地に点在する
- ミンダナオ島 - 約20の慰霊碑などが各地に点在する
- レイテ島-太平洋戦争の天王山であった生存率5.6％(84,006名の投入）の激戦地、フィリピンでの戦死者(戦病死を含む）52万人のうちの79,261名（レイテ戦）の日本兵が眠る。タクロバン市(en:Tacloban)、オルモック市、リモン峠等の戦地となった島内各地に慰霊碑[31]が点在する。タクロバン市役所のあるカンフラウの丘（Kanfuraw Hill）の公園の一角にマリア観音像(Madonna Maria Kanon)、Madonna of Japanが戦没者を慰霊するとともに日比友好の標として建てられている[32]。Dulag、ドゥラグ飛行場があった近傍には山添神社という山添勇夫陸軍大尉を慰霊する神社が建てられている[33][34]。
- サマール島の東サマール州ギワン市(en:Guiuan, Eastern Samar)のDumpao Beachに慰霊碑がある。

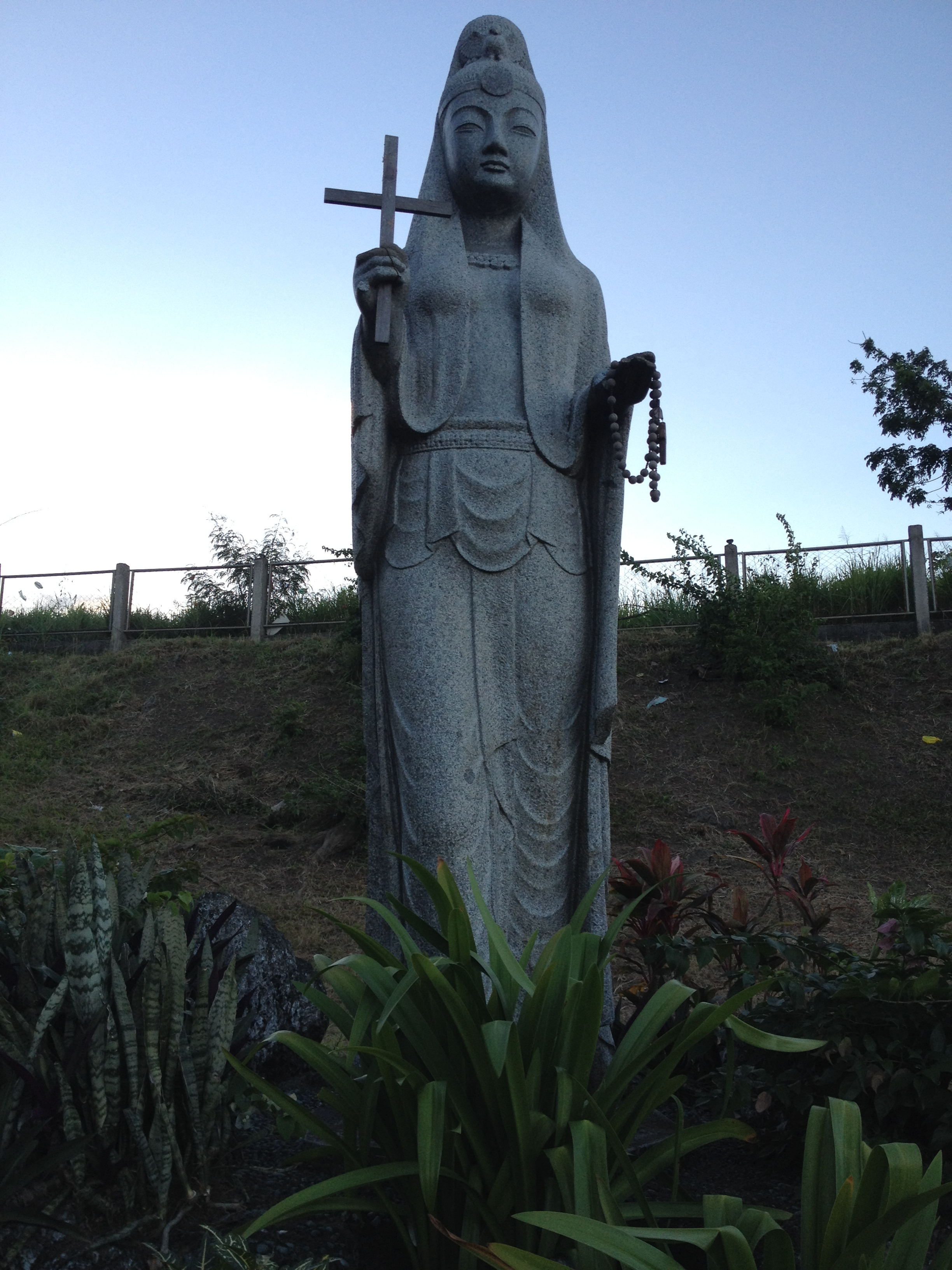
タクロバンのマドンナ・マリア観音

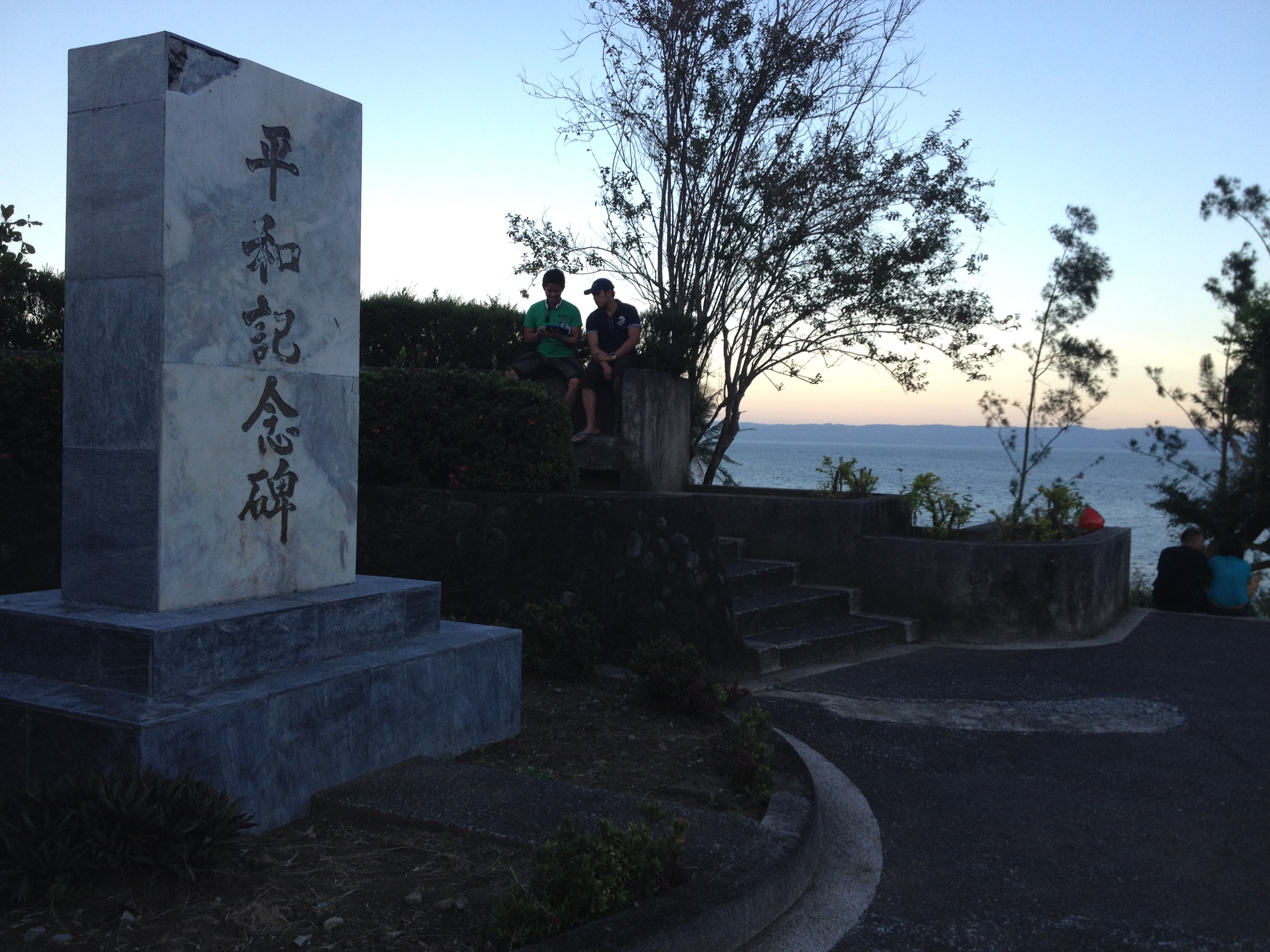
タクロバン・カンフラウヒルの平和記念碑

### ブータン
- パロ盆地を見渡す丘 – 西岡京治、葬儀場に埋葬、「ダショー西岡の仏塔(チョルテン)」[35]

### ベトナム社会主義共和国

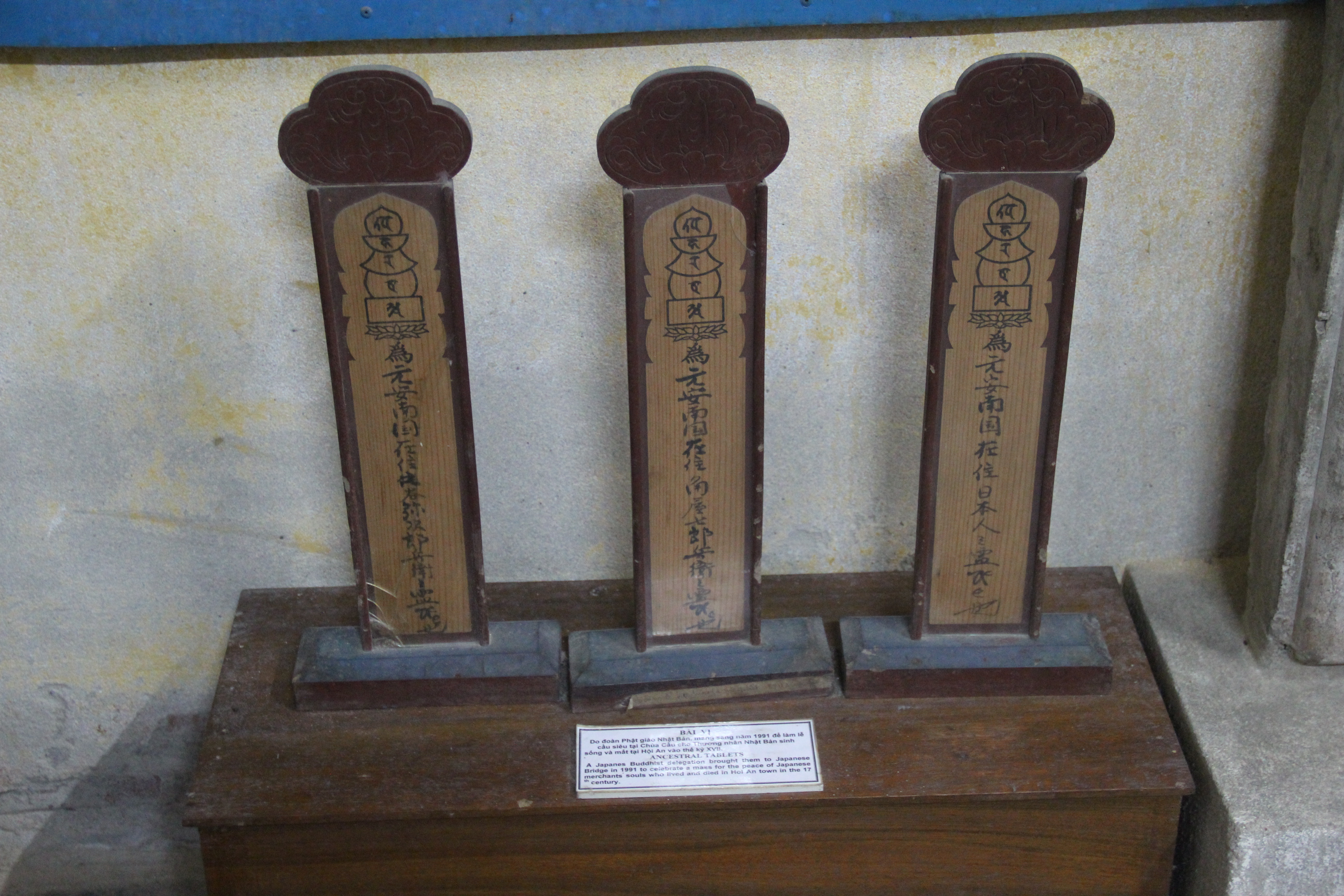
江戸時代・朱印船貿易商人の位牌（谷弥次郎兵衛、角屋七郎兵衛、安南国在住日本人霊位）

- ホイアン日本人墓地 - 江戸時代の朱印船による貿易開始後、約30年後に江戸幕府による鎖国令が発布され、祖国日本に戻れなかった人達の墓[36][37]。

### マレーシア（ボルネオ島）
- クチン日本人墓地
- ラブアン市 - ラブアン平和公園の敷地内の「ボルネオ戦没者の碑」ボルネオ地域および周辺海域での戦没者約12,000名の慰霊碑（マレーシア政府およびサバ州政府の協力を得て、日本政府建立1982年9月）[30][38]
- ラブアン日本人墓地（ラブアン植物園内）
- ミリ日本人墓地（Tun Datu Tuanku Haji Bujang College内）
- コタキナバル日本人墓地
- サンダカン日本人墓地
- タワウ日本人墓地

### マレーシア（マレー半島）
- クアラルンプール日本人墓地[39]　- 日本航空クアラルンプール墜落事故の慰霊碑もある
- ジョホールバル日本人墓地（Japanese Cemetery Johor Bahru）[40]
- ペナン日本人墓地
- イポー日本人墓地
- マラッカ日本人墓地
- クアラトレンガヌ日本人墓地

### ミャンマー
- ヤンゴンの日本人墓地[41] - からゆきさんほか、太平洋戦争の兵士ら。「英霊の墓」、「無縁仏」、「家族が建てた碑」などもある。「ビルマ平和記念碑」約19万人の戦没者追悼と平和祈念（日本政府建立1981年3月、ミャンマー政府による1998年3月移設と大型化）[30]

### モンゴル国
労働力不足解消目的にモンゴル国政府の要請で1945年10月と12月2回シベリア抑留日本人計12,318人が移送され労働を課せられ、1,600人以上が死亡。日本人墓地は下記を含め16か所にある。
- アルタンボラグ日本人墓地
- スフバートル日本人墓地
- ダンバルジャ日本人墓地 - ウランバートル市。「日本人死亡者慰霊碑」終戦後モンゴル抑留での死亡者約1,700人の慰霊碑（日本政府2001年10月建立）[30]

2025年7月8日(令和7年)、天皇徳仁と皇后は慰霊碑に供花・追悼した。天皇は2007年の皇太子時代に続き2度目。日本から訪れ遺族代表として抑留で父を亡くした88歳の女性が両陛下を出迎えた。
- ホジルブラン日本人墓地
- ナライハ墓地（日本人12人）

### ラオス
- ヴィエンチャン県・ナムグムダム近くの寺境内 - 1960年12月ナムグムダム候補地調査中ボート転覆・日本人技師死亡数人の墓[45]

### ロシア（アジア地域）
ほとんどはシベリア抑留日本人戦没者。
- 沿海地方では146の日本人墓地または埋葬地が確認されている[46][47]
- クラスノヤルスク地方ノリリスク市 - 日本へのロシア人留学生の協力のもと、亡父らの慰霊碑、個人的建立2015年10月２日序幕[48][49]
- サハリン州ユジノサハリンスク市日本人墓地 - ソ連時代に設けられた「ユジノサハリンスク共同墓地（中心部より南へ約3.5km程）」の一角に共同埋葬されている。詳細は「ユジノサハリンスク#墓地」を参照の事。
  - サハリン州ユジノサハリンスク市 旧豊原市共同墓地 - 前述した「ユジノサハリンスク共同墓地」より西へ約2kmの地点（旧ユジノサハリンスク空港（初代。旧豊原大澤飛行場）跡地の西に隣接）にかつて立地。墓所区画を区切る歩道跡がグーグルマップ等の空撮画像で確認出来るが、埋葬されていた遺体・遺骨や墓石が現在どうなっているかは不明。詳細は「ユジノサハリンスク#かつて存在していた共同墓地」を参照の事。
- サハリン州スミルヌイフ地区「樺太・千島戦没者慰霊碑」 - 1996年11月日本政府が建立 [30]
- サハリン州ホルムスク（旧真岡町）「鎮魂」碑 - 日本人墓地跡地に真岡町関係者有志一同1995年8月建立[50]
- ナホトカ市日本人墓地（ナゴルナヤ通り)[46]

- ハバロフスク - リストヴャンカ村日本人墓地。「日本人死亡者慰霊碑」シベリア等で抑留中の約6万人死亡者の慰霊と恒久平和祈念（日本政府1995年7月建立）[30]

- イルクーツク州慰霊碑および墓計約40基（当地行政府建立12基を含む）[30]

- アムール州慰霊碑および墓計約41基（当地行政府建立1基を含む）[30]

## アフリカ州

### マダガスカル
- ディエゴ・スアレス（現アンツィラナナ）の慰霊碑[51][52]。1942年5月フランス植民地同島を連合国英国がインド洋制海権を得るため同島を占領、特殊潜航艇2艇で英戦艦とタンカーを撃沈するも母船に戻れず[53]、この地で戦死した4名の日本軍人を慰霊する目的で1997年に建立された。なお付近には1976年に日本大使館が建立した慰霊碑もある。

## オセアニア州とその周辺および南太平洋の島々

### オーストラリア
- カウラ日本人墓地 - 日本人戦没者慰霊碑[54]

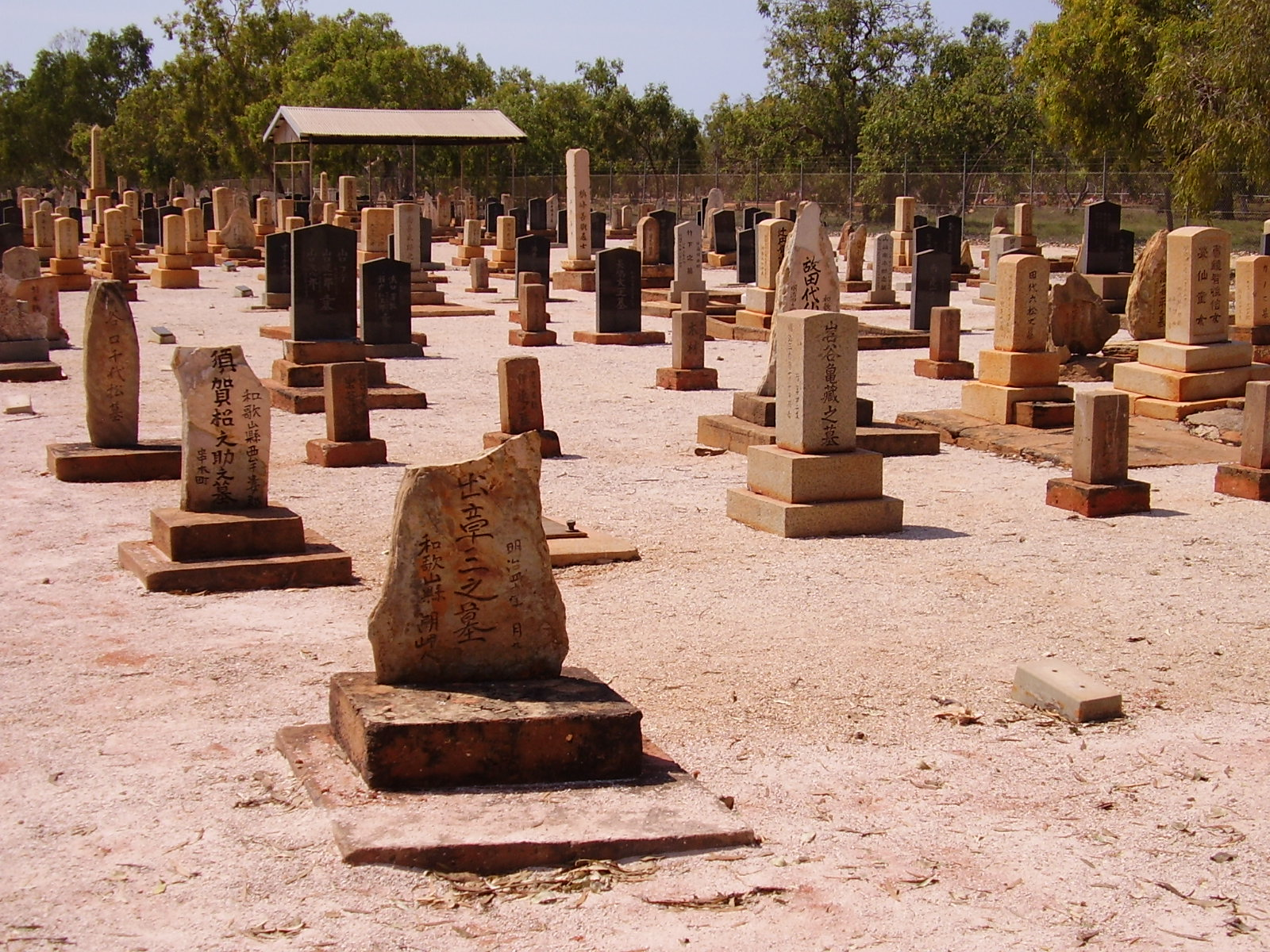
西オーストラリア州ブルーム の日本人墓地

- 西オーストラリア州ブルーム - 明治時代に渡った真珠を海に潜って採った人達、和歌山県太地町出身者など墓数約900基[55][56][57]
- 木曜島
- ダーウィン - 沈没･戦死した伊号第百二十四潜水艦乗組員の慰霊碑[58]

### サイパン島
- 中部太平洋戦没者の碑[59]

### パプアニューギニア
- ウェワク半島 - 「ニューギニア戦没者の碑」ニューギニア派遣軍の全戦没者約13万人および地元住民戦禍の犠牲者約5万人を慰霊顕彰、追悼。（パプアニューギニア政府協力を得て日本政府建立 1981年9月）[30]
- ビスマルク諸島ニューブリテン島ラバウル市 - 「南太平洋戦没者の碑」ラバウルおよび20万人の南東方面の全戦没者に捧げられた慰霊碑（日本政府と戦友会他 1980年9月建立）[30][60][59]

### パラオ
- ペリリュー島、西太平洋戦没者の碑、1985年（昭和60年）日本政府建立[61]

### マーシャル諸島共和国
- マジュロ - 「中部太平洋戦没者の碑」と「東太平洋戦没者の碑」（日本政府1974年と1984年3月建立）[30][38]
- ウォッジェ環礁のウォッジェ島 - ウォッジェ空港やハゴイ飛行場建設を担った横浜刑務所の囚人｢赤誠隊殉歿者之碑｣[注釈 4][62]。

### 北マリアナ諸島
- サイパン島バンザイクリフとよばれたマッピ岬 - 「中部太平洋戦没者の碑」サイパン、テニアン、グアムなどでの敗戦まで30年間の日本軍戦没者43,000人や国籍を問わず民間人12,000人の慰霊碑[30]

### ガダルカナル島
- ソロモン平和慰霊公園　ソロモン諸島方面戦没者慰霊碑[注釈 5]

### グアム島
- グアム平和慰霊公苑、慰霊塔[63]

### ニューカレドニア
- 伊号第十七潜水艦乗員戦没者の墓[64]
- ティオ（英:Thio） - 1892年以降ニッケル鉱山での採掘労働へと移住したうちの約230人の日本人墓[65]

### ニュージーランド
- フェザーストン市（Featherston） - フェザーストン事件慰霊碑
- クライストチャーチ - カンタベリー地震 (2011年2月) の犠牲者慰霊碑[66]

### ミッドウェー島
- アメリカ合衆国の海外領土 - 明治時代の「櫻井又五郎」の墓[67]

## 北アメリカ州

### アメリカ合衆国
- カリフォルニア州コルマ（Colma）コルマ日本人墓地 - 咸臨丸の乗組員3人ら[68][69]
- カリフォルニア州インヨー郡オーエンズヴァレーマンザナー強制収容所ビジタセンター近傍の墓地と慰霊塔 - 慰霊塔は収容所内の各世帯が15セントずつ寄付し、1943年8月建立、身寄りのない6人の遺骨を収容[70][71]。
- ニュージャージー州ニューブランズウィック市ウィロー・グローブ墓地（英: Willow Grove Cemetery） - 明治初の官費留学生日下部太郎をはじめ明治初期の留学生ほか計8名
- ニューヨーク州クイーンズ区マウントオリベット墓地（Mount Olivet Cemetery） - 高見豊彦ら[72][73]

- ニューヨーク州ニューヨーク市ウッドローン墓地 - 野口英世、高峰譲吉、新井領一郎ら[73]

- ニューヨーク州ブルックリン区サイプレスヒルズ国立墓地（Cypress Hills National Cemetery） - 山田志道ら[74][73]

- ハワイ州オアフ島マキキ日本人墓地（日本海軍墓地）マキキ（Makiki）[75]
- ハワイ州オアフ島ホノルル、カカアコ・ウォーターフロント・パーク（英: Kakaako Waterfront Park） - えひめ丸事故犠牲者慰霊碑

### ドミニカ共和国
- ダハボン州 - ドミニカに移住した日本人の墓

## 北太平洋の島々

### アッツ島
アッツ島の戦いで27人を除く、2,638人が戦死とされる。厚生労働省によれば遺骨収集は1953年に318柱を収容して以降久しく実施されていないとし、戦後80年を前に日米両政府間で2024年11月に覚書を締結し、島は環境保護区に指定されているため環境影響評価を2027年3月までに終了し、2028年度以降に遺骨収集を進めることで合意した。なお、2024年8月の試掘で2柱を発見し、米国側の鑑定で日本人の可能性が高いとされ一部を日本に持ち帰った。

## 南アメリカ州

### ブラジル
- アルバレス・マッシャード日本人墓地[80][81][82]

- パラー州マラジョ島、熱帯林に盗掘跡のある日本人の墓[83]

- サンパウロ市内イビラプエラ公園「ブラジル日本移民開拓先没者慰霊碑」(MONUMENTO EM HOMENAGEM AOS PIONEIROS DA IMIGRAÇÃO JAPONESA FALECIDOS) [84]

### ペルー
- カサ・ブランカ日本人墓[85]

### ボリビア
- サンタ・クルス県 サンタ・クルス・デ・ラ・シエラ公営墓地内の日本人共同墓地[88]

## ヨーロッパ州

### イギリス
- ウェールズ - 1918年（大正7年）10月、Uボートに撃沈された貨客船平野丸の乗客･乗員の犠牲者の木製慰霊碑。100年後の2018年（平成30年）10月、石碑として再建立[89]

### マルタ共和国

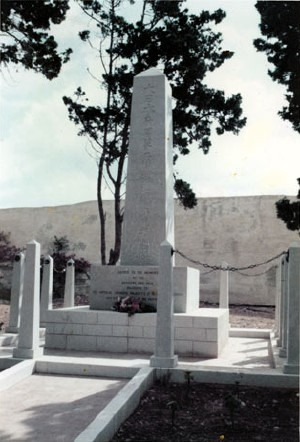
マルタ共和国カルカラの英国海軍墓地内の「大日本帝国第二特務艦隊戦死者之墓」

- カルカラ海軍墓地 (Kalkara Naval Cemetery) 内 - 佐藤皐蔵少将らが率いた大日本帝国海軍の戦没者墓地「大日本帝国第二特務艦隊戦死者之墓」。1917年、日英同盟によりチャーチルからの援軍要請でドイツ帝国Uボートなどを迎え撃った戦死者[90][91][92][93]

### ロシア（ヨーロッパ地域）
- モスクワ・ドンスコイ修道院・ドンスコイ日本人墓地 - 吉岡安直と宮川舩夫ハルビン総領事の墓